# 周晟
周晟（1429年—1479年），字德明，河南布政司彰德府磁州涉縣人，軍籍，明朝政治人物。同進士出身。

## 生平
河南鄉試第三十四名。景泰五年（1454年）甲戌科進士。授刑部廣西司主事。天順中推永平府知府。在任七年，陞湖廣右參政。累官江西左布政使。

## 家族
曾祖周廷元。祖父周澄，封監察御史。父周顒，曾任監察御史。